# Neumünster
Neumünster is een kreisfreie Stadt in het midden van de Duitse deelstaat Sleeswijk-Holstein. De stad telt 79.905 inwoners (31 december 2020) op een oppervlakte van 71,66 km². Neumünster is daarmee na Kiel, Lübeck, Norderstedt en Flensburg qua inwonertallen de vijfde stad van de deelstaat.

## Stadsdelen
De gemeente bestaat uit de volgende negen stadsdelen:

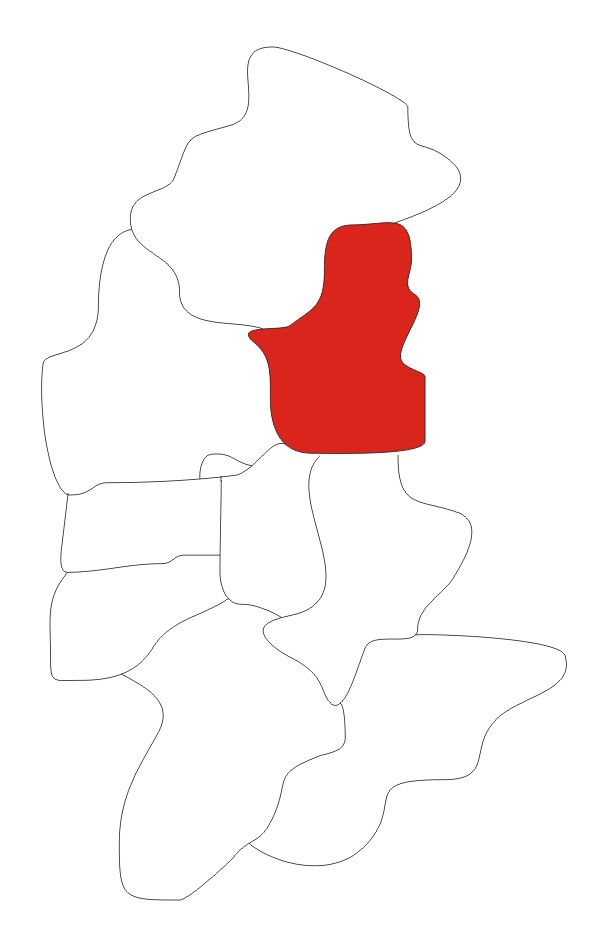
Ligging stadsdelen van Neumünster. Tungendorf is rood gemarkeerd.

- Böcklersiedlung-Bugenhagen
- Brachenfeld-Ruthenberg
- Einfeld
- Faldera
- Gadeland
- Gartenstadt
- Stadtmitte
- Tungendorf
- Wittorf

### Enige bijzonderheden over de stadsdelen van Neumünster
- Böcklersiedlung-Bugenhagen: ten westen van het centrum; circa 6.600 inwoners.
- Brachenfeld-Ruthenberg: ten oosten van het centrum; circa 10.600 inwoners.
- Einfeld: ten noorden van het centrum; circa 6.100 inwoners. Er is een spoorweghalte aan de spoorlijn naar Kiel.
- Faldera: ten zuidwesten van het centrum; circa 8.700 inwoners; voorheen ook wel Exer (exercitieterrein van het leger) genoemd
- Gadeland: ten zuidoosten van het centrum; circa 5.700 inwoners.
- Gartenstadt: tussen Einfeld en het stadscentrum; hier staan de Holstenhallen; circa 5.300 inwoners.
- Stadtmitte: inclusief de achterstandswijk Vicelinviertel; circa 18.900 inwoners
- Tungendorf: ten zuiden van Einfeld en ten noordoosten van het centrum; circa 9.900 inwoners.
- Wittorf: ten zuidwesten van het centrum; circa 5.800 inwoners.

Peiljaar aantal inwoners: 2007. Afgerond op 100 personen.

## Naburige gemeenten
- In het noorden: Kiel, afstand circa 35 km
- In het noordoosten: Bordesholm, en verderop: Bad Segeberg en Lübeck
- In het oosten: Großharrie, Tasdorf en Bönebüttel
- In het zuidoosten: Groß Kummerfeld
- In het zuiden: Großenaspe en Boostedt, en, op ruim 60 km afstand, Hamburg
- In het westen: Wasbek, Ehndorf en Padenstedt
- In het noordwesten: Krogaspe en Loop

## Verkeer en vervoer

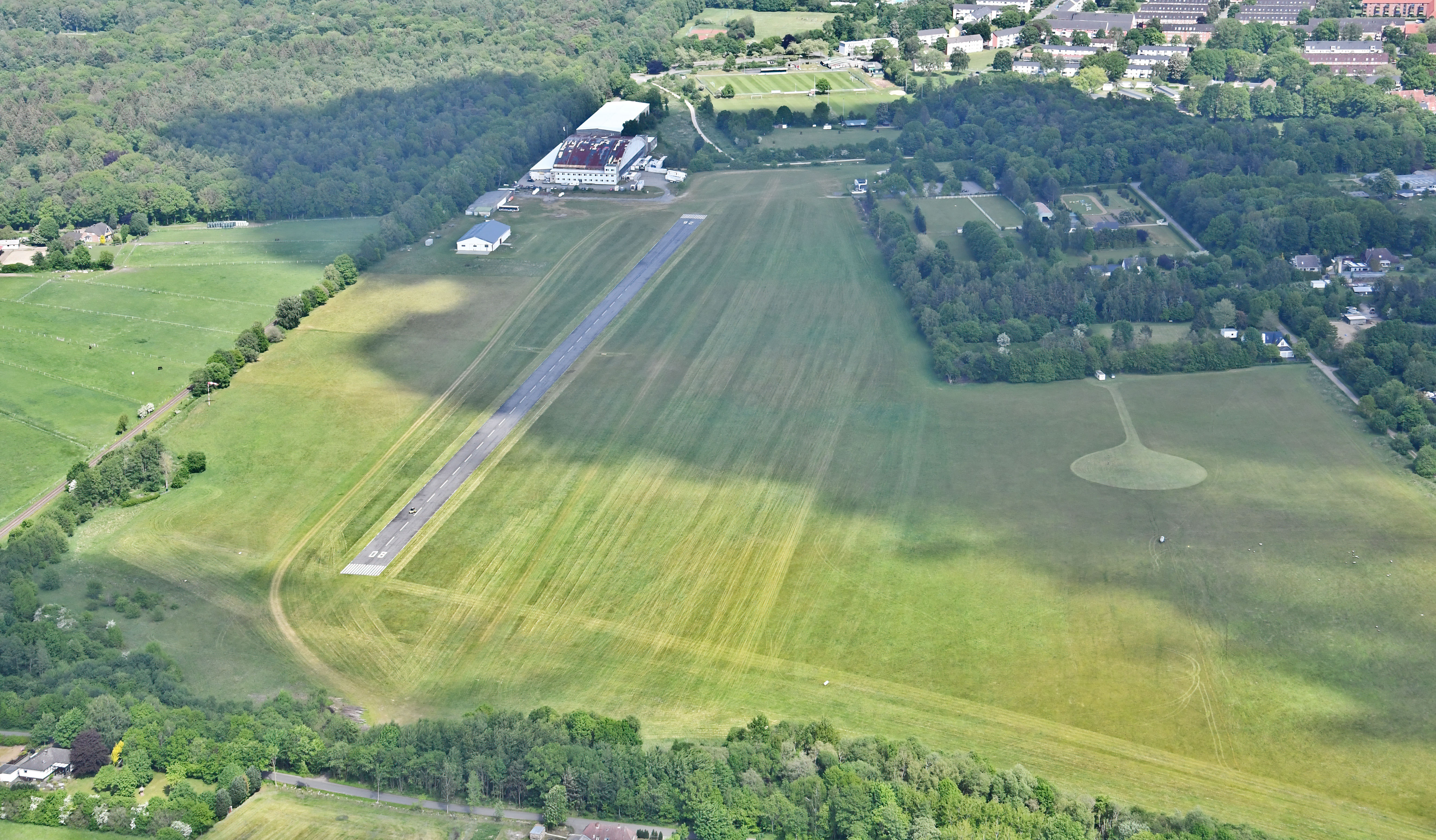
Vliegveld
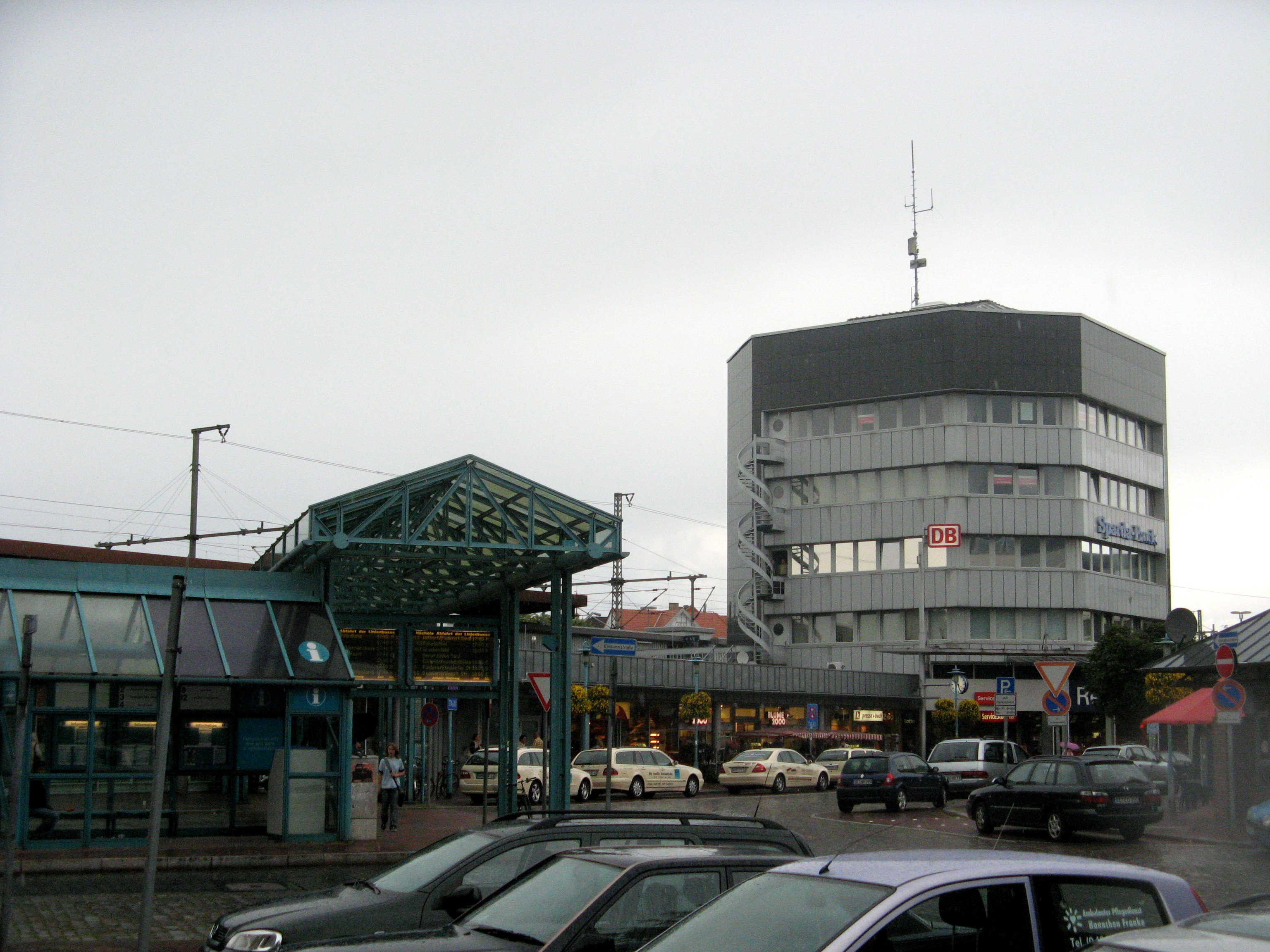
Station Neumünster
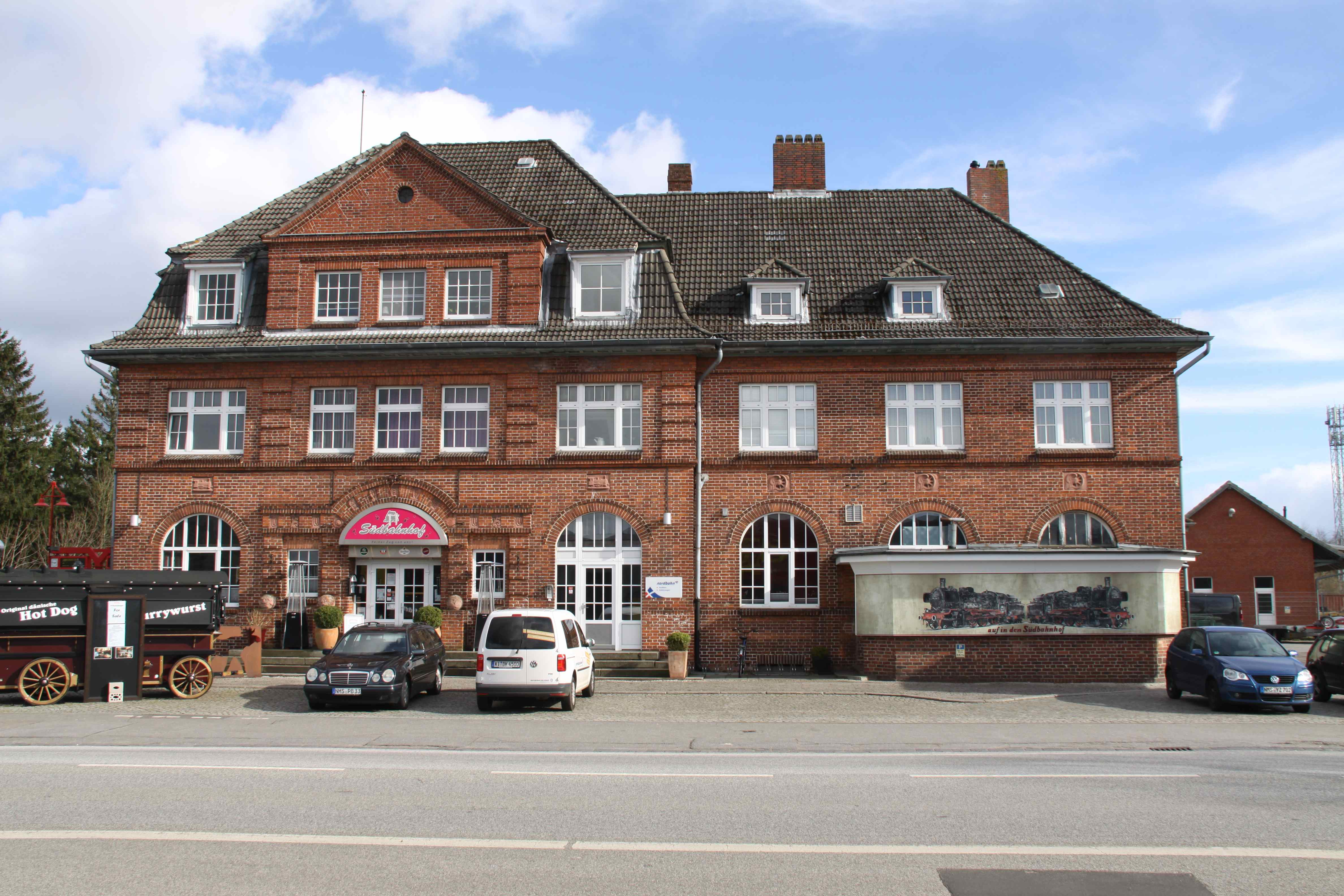
Station Neumünster Süd
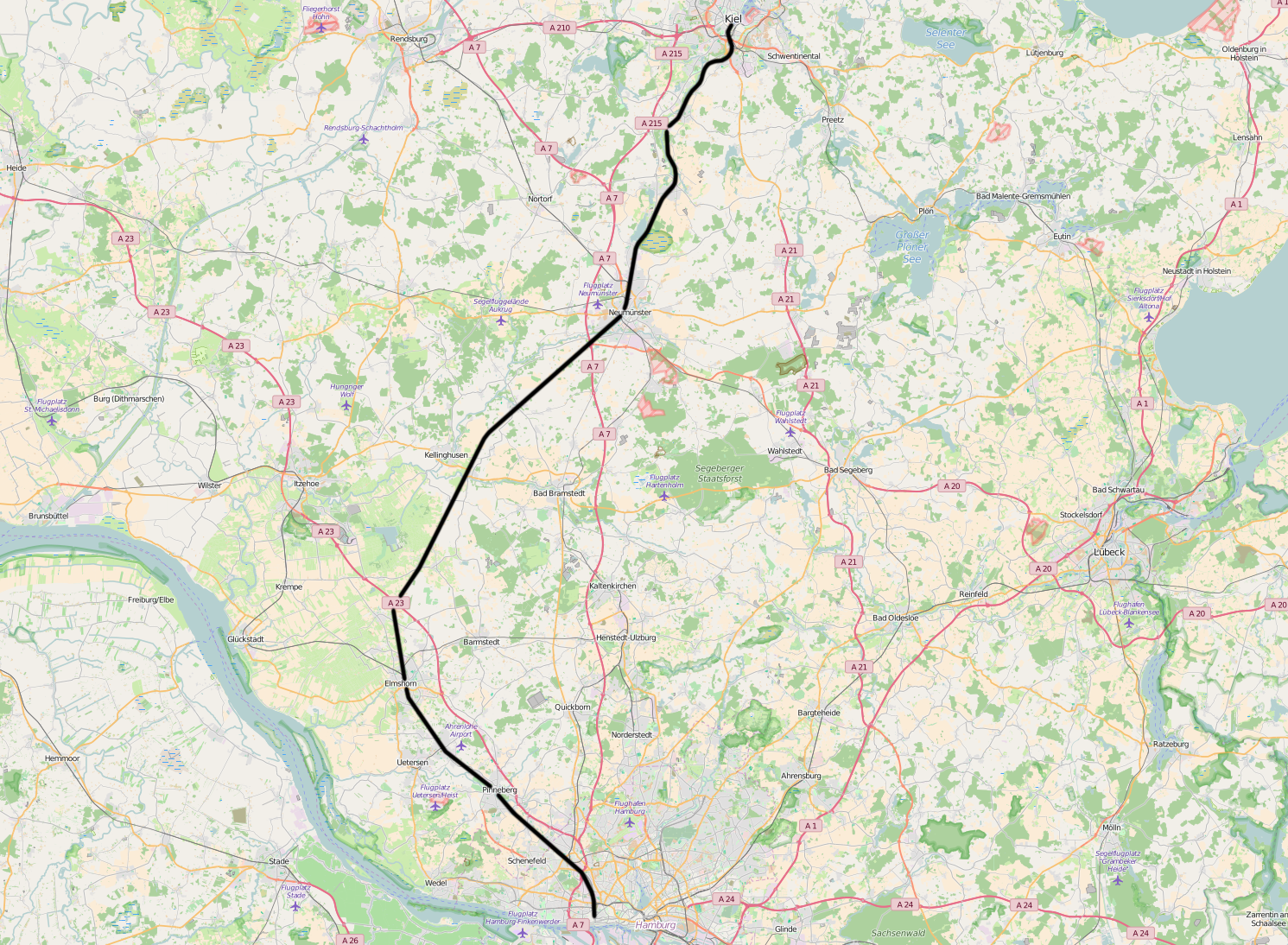
Kaart Spoorlijn Hamburg-Altona - Kiel
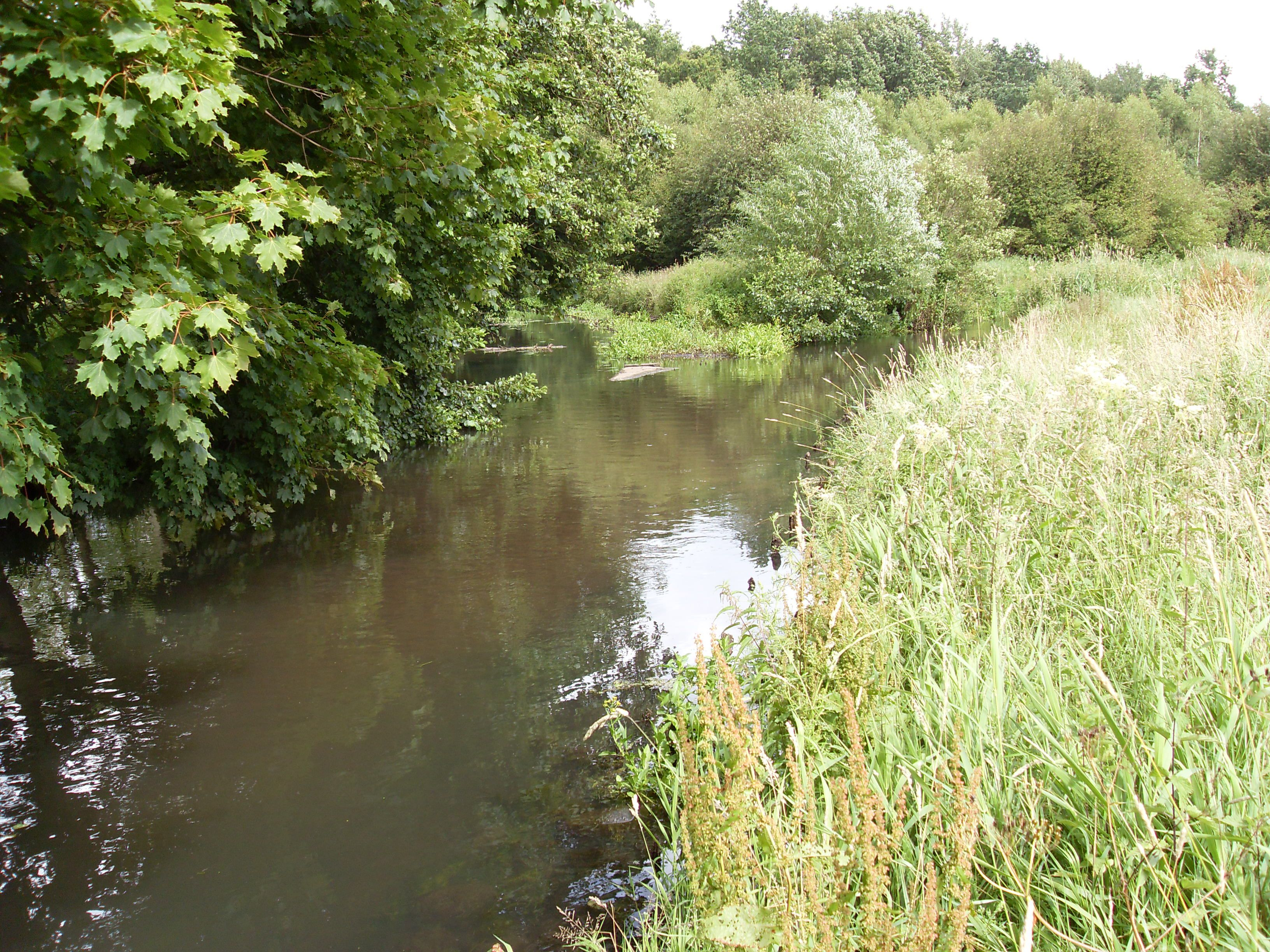
Monding van de Schwale (links) in de Stör (rechts) bij Wittorf

Station Neumünster is een belangrijk regionaal spoorwegknooppunt, met verbindingen naar o.a. Hamburg, Kiel, Flensburg en Bad Oldesloe.
Op twee kilometer ten zuiden van het hoofdstation ligt nog een station Neumünster Süd. Dit ligt aan de spoorlijn naar Bad Oldesloe en aan een lijn via Kaltenkirchen naar Hamburg-Altona; zie: Spoorlijn Hamburg-Altona - Neumünster Süd.
Twee kilometer ten westen van het hoofdstation ligt aan de kleine spoorlijn naar Heide (Holstein) nog een spoorweghalte Neumünster Stadtwald.

Neumünster ligt aan de Autobahn A 7, die ten westen langs de stad loopt (afritten 13 Nord, 14 Mitte en 15 Süd). Door de gemeente lopen verder de Bundesstraße 205, door de zuidelijke buitenwijken, en de Bundesstraße 430, om het centrum heen.
De stad beschikt 4 km ten westen van de binnenstad over een klein vliegveld voor met name de zweefvliegsport, met IATA-code: EUM en ICAO-code: EDHN. Het veld heeft een geasfalteerde start- en landingsbaan, die 600 meter lang en 15 meter breed is. Het vliegveld werd van 1935-1938 aangelegd als Fliegerhorst van de Nazi-Duitse Luftwaffe, maar is later door stadsuitbreiding sterk verkleind.
Openbaar vervoer per bus in en om Neumünster is vrijwel geheel beperkt tot on-demand-busdiensten, die, zoals een taxi, op afroep rijden, maar wel vaste routes en halteplaatsen hebben. Om van deze busdiensten gebruik te kunnen maken, dient men over een mobiele telefoon te beschikken, waarop van tevoren een speciale app is gedownload.
Bij Neumünster stroomt het, niet bevaarbare, riviertje de Schwale uit in de Stör, een zijrivier van de Elbe.

## Economie

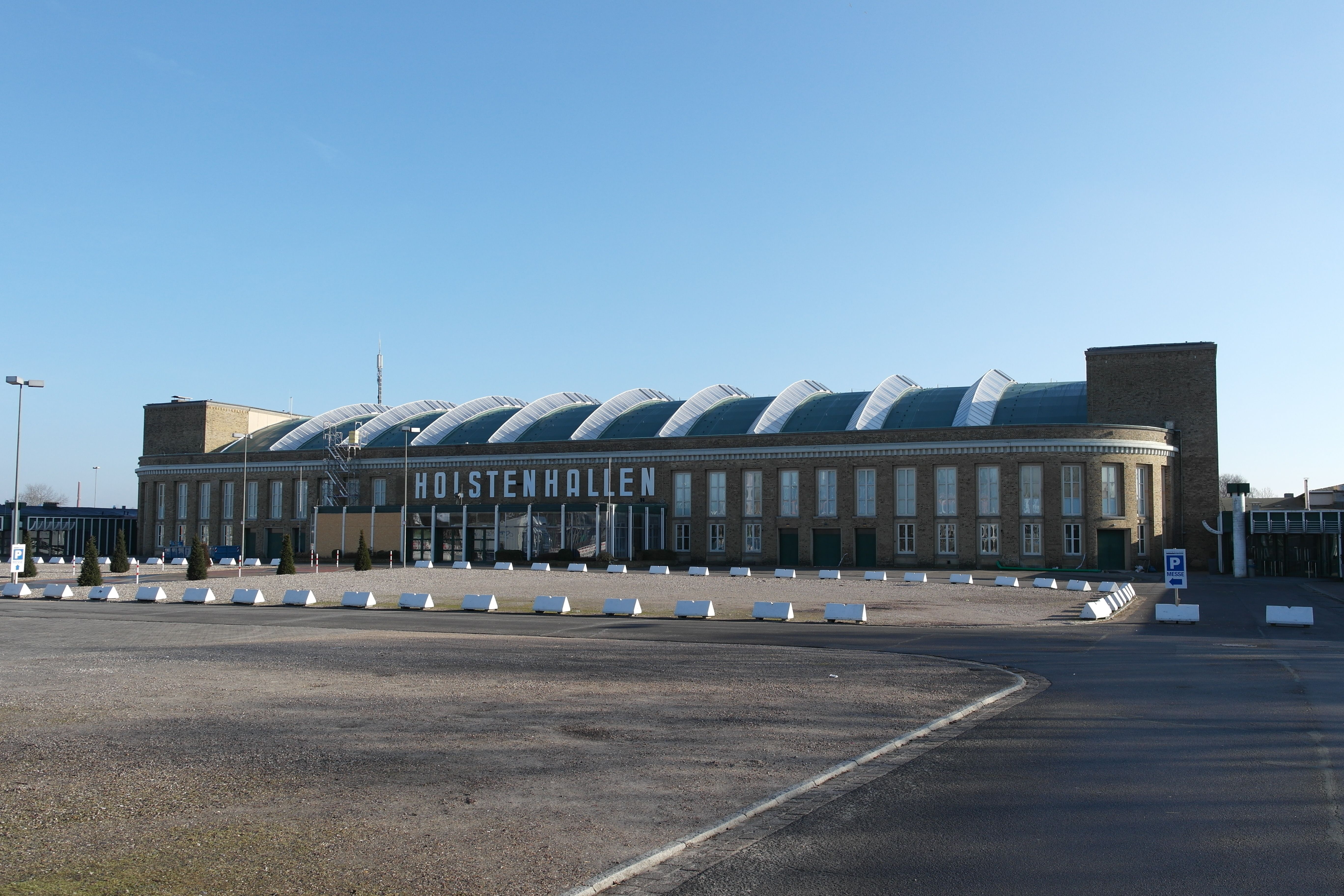
Hal 1 van de Holstenhallen
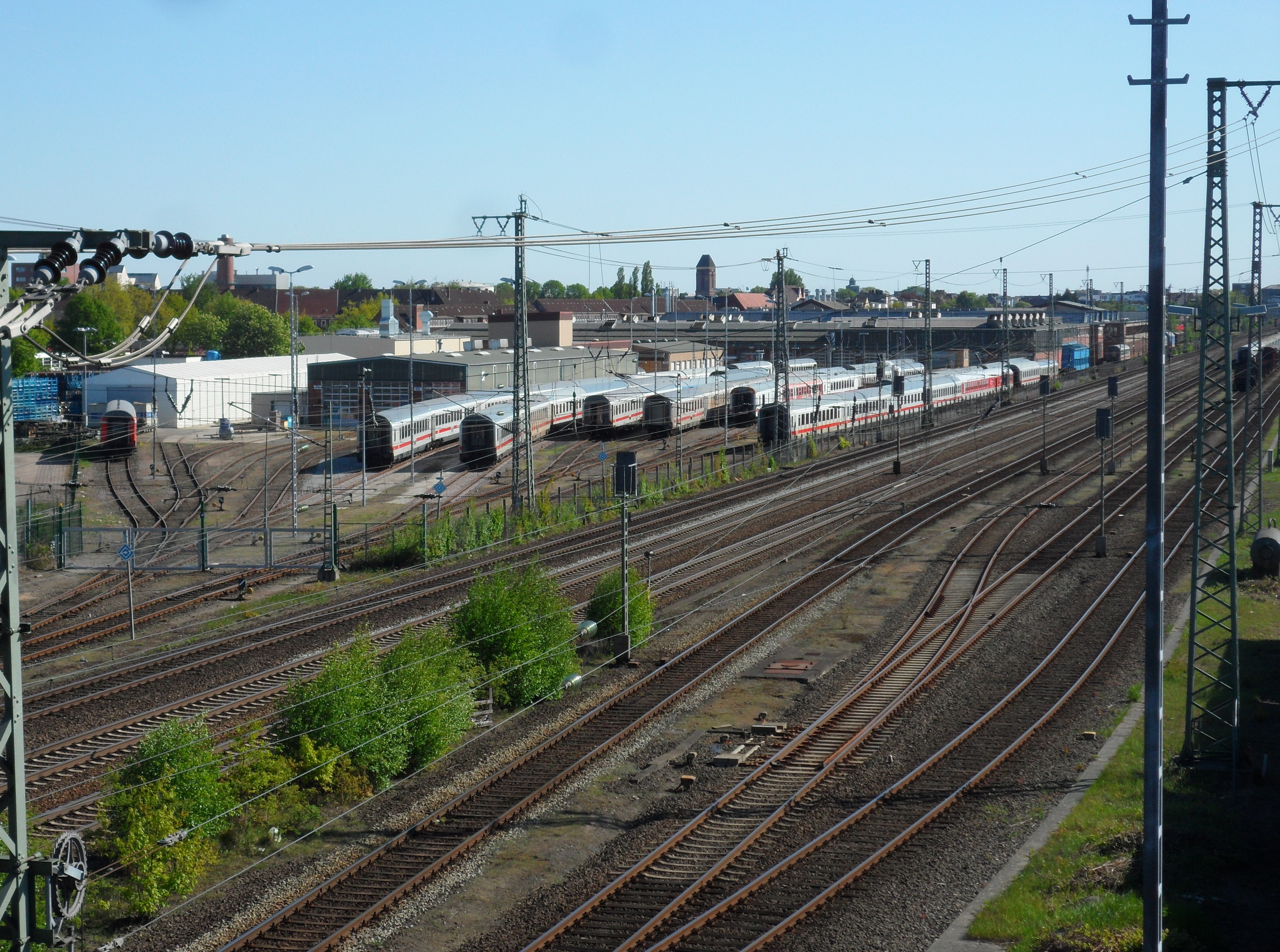
Onderhoudswerkplaats spoorwegen
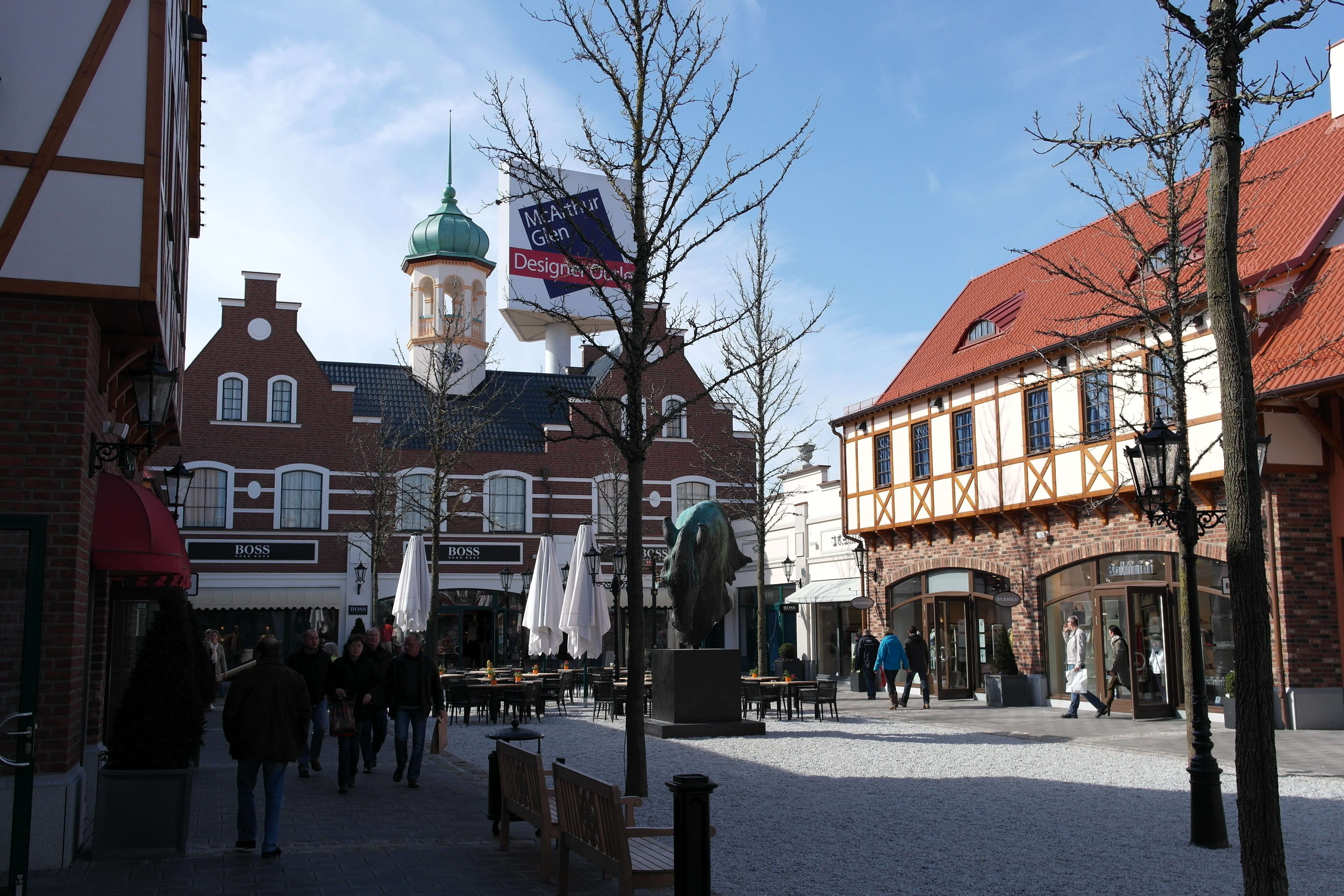
McArthur Glen Design Outlet Center aan de B205 aan de zuidelijke rand van de gemeente Neumünster (modewinkels e.d.)

In Neumünster is, hoewel de grootschalige textiel- en lederindustrie tot het verleden behoren, nog steeds veel bedrijvigheid aanwezig. Het betreft hier echter vooral kleine en middelgrote ondernemingen van niet meer dan regionale betekenis.
De in 1861, toen Neumünster nog in Denemarken lag, opgerichte onderhoudswerkplaatsen van de spoorwegen, bestaan nog steeds, en zijn tot op de huidige dag van betekenis voor de werkgelegenheid in de stad.
Neumünster is ook een handelsstad van betekenis. De in 1939 als veemarkthal gebouwde Holstenhalle, die in de wijk Gartenstadt  staat, is na de oorlog uitgebreid met vijf soortgelijke gebouwen. De Holstenhallen worden voor grote jaarbeurzen gebruikt, maar ook voor grote muziek- en sportevenementen, die deelnemers en bezoekers tot buiten Duitsland en Denemarken aantrekken. De stad beschikt over verscheidene bedrijventerreinen en winkelcentra.
In de dienstensector zijn de plaatselijke gevangenis, met plaats voor 454 gedetineerden, en het stedelijke ziekenhuis, met ruim 600 bedden, belangrijke werkgevers. Aan het ziekenhuis zijn, door universiteiten in de regio aangestuurde, opleidingen voor beroepen in de zorgsector verbonden.

## Geschiedenis

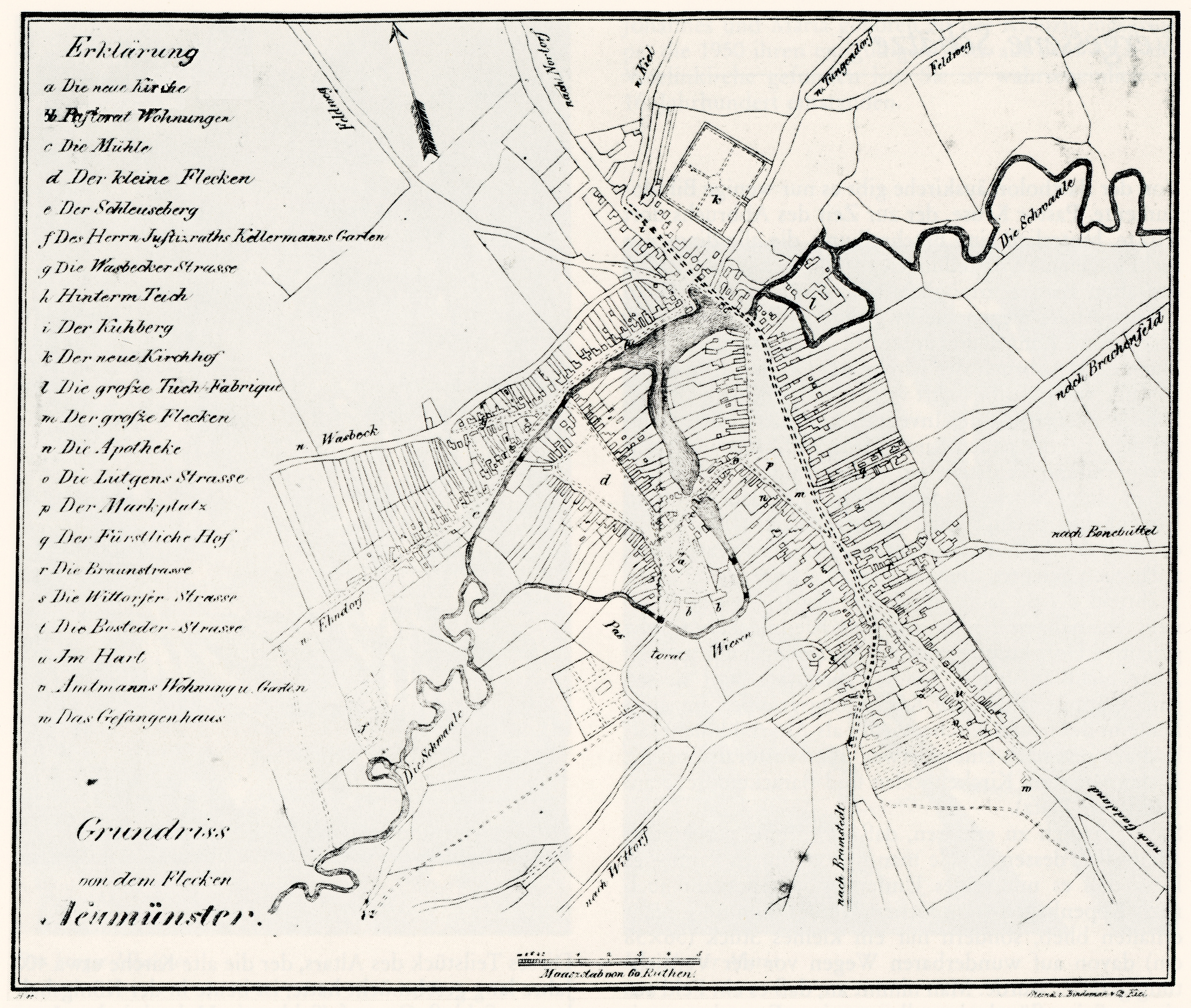
Kaart van Neumünster uit 1836
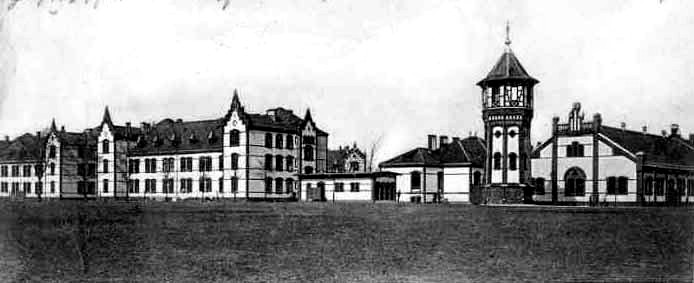
Nieuwe Kazerne te Neumünster (1906)
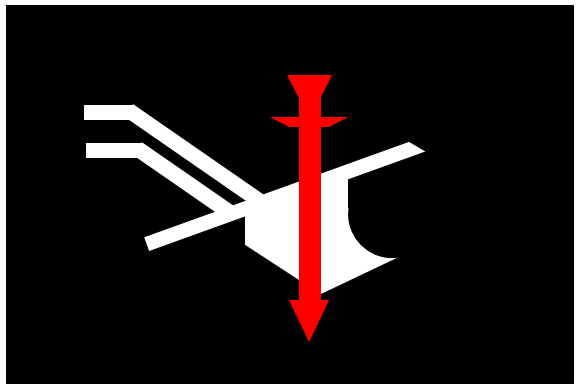
Vlag van de Landvolkbewegung
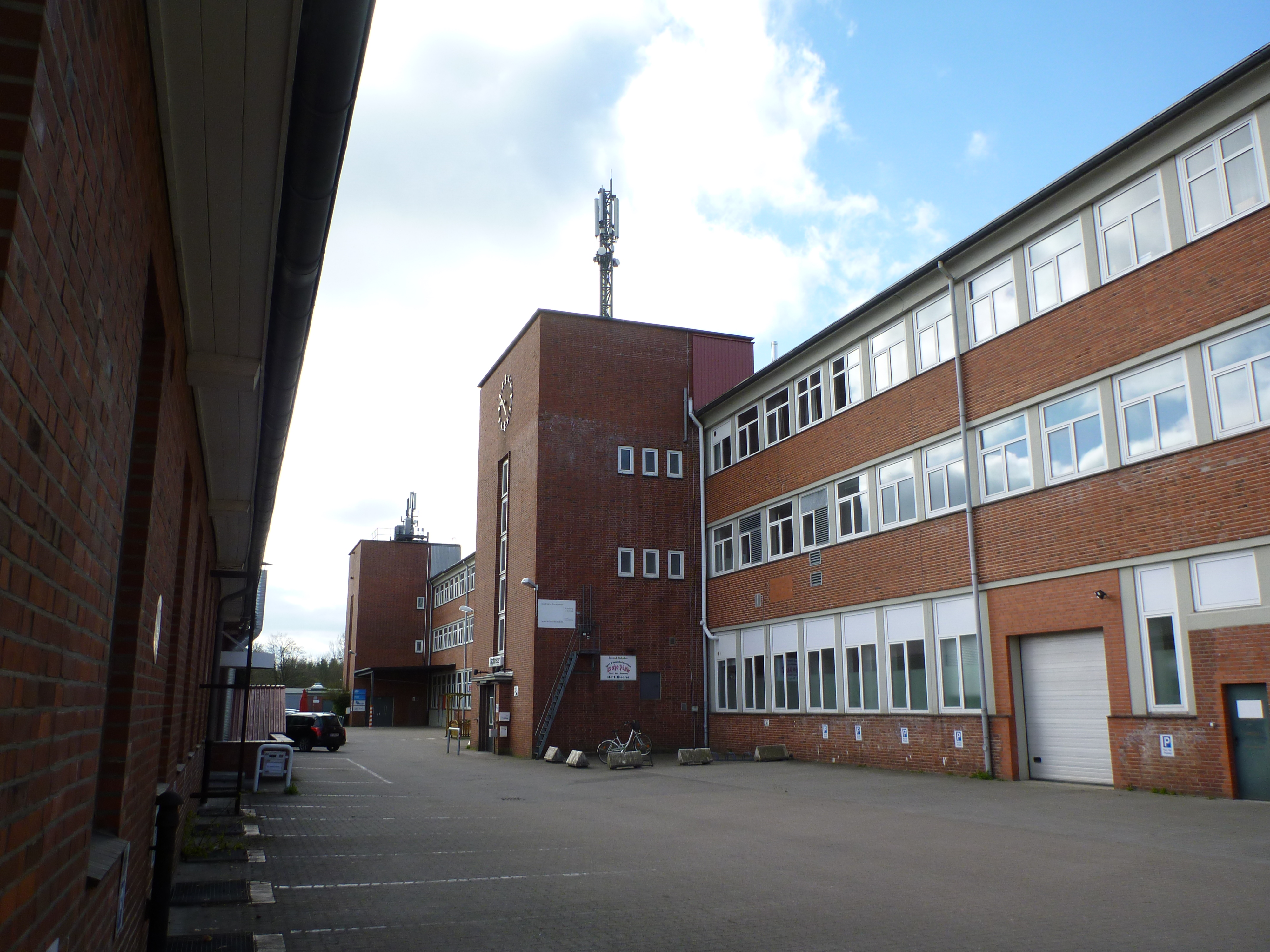
Voormalige lederfabriek Köster

In 1127 wordt melding gemaakt van een niet meer bestaand dorpje bij het huidige Neumünster, in een Holsteinse grensgouw Faldera, op de grens met Abodritisch en Deens gebied. In 1136 wordt een (door Sint Vicelinus gesticht) nieuw klooster vermeld, waar de stad naar vernoemd is. Dit klooster was gesticht door Augustijner koorheren en verhuisde in 1330 naar Bordesholm. Het stond op een eilandje in de Schwale (het huidige Klosterinsel).
Er ontstonden twee, dicht bij elkaar gelegen marktplaatsjes, (vlekken), die rondom twee pleinen lagen. Op de kaart uit 1836 zijn deze nog als kleiner Flecken en großer Flecken (d en m) herkenbaar, en nog steeds zijn er in Neumünster twee pleinen, die zo heten, en waar tot op de huidige dag regelmatig markten en andere binnenstadsevenementen worden gehouden.
Van 1261 tot 1291 lag de plaats in het Graafschap Holstein-Itzehoe, van 1291 tot 1459 in Holstein-Rendsburg, vanaf 1460 in het Deense Hertogdom Holstein en vanaf 1544 in het gebied van het aan de Deense kroon leenroerige Huis Sleeswijk-Holstein-Gottorp.
In de 16e eeuw werd Neumünster als gevolg van de Reformatie evangelisch-luthers. De overgrote meerderheid van de christenen in de gemeente is tot op de huidige dag aanhanger van deze geloofsrichting. Alle in dit artikel genoemde kerkgebouwen zijn, tenzij uitdrukkelijk anders vermeld, ook evangelisch-luthers.
Grote branden troffen delen van Neumünster in de jaren 1504, 1637 en 1780.
In 1832 gaf de Deense koning Frederik VI opdracht, tussen Kiel en Altona via Neumünster een straatweg aan te leggen. Dit verbeterde de infrastructuur wezenlijk. Kort daarna, in 1844, werd op dit traject ook een spoorlijn aangelegd.
In 1864 kwam aan de Deense heerschappij over Neumünster een einde. Neumünster werd Pruisisch. In 1870 verkreeg de plaats stadsrechten.
In de 19e eeuw ontwikkelden zich, zoals uit de kaart van 1836 (letter L) blijkt, o.a. op het Klosterinsel, textielindustrie en fabricage van lederproducten, vooral van schapen- en geitenleer. Deze industrieën bleven tot circa 1970, respectievelijk het jaar 1966, bestaan. Van 1872 tot 2003 was Neumünster een belangrijke garnizoensstad. Legeronderdelen van de infanterie, en vanaf de periode van Nazi-Duitsland ook de artillerie, hadden er kazernes.
Dit alles leidde ertoe, dat Neumünster groeide van een klein tweelingdorp begin 19e eeuw (circa 4.000 inwoners rond 1840) tot een stad met in 1970 iets meer dan 86.000 inwoners. De sluiting van kazernes en grote fabrieken leidde tot een tijdelijke bevolkingsafname tot omstreeks 2013 ruim 77.000 mensen.
In de winter van 1916-1917 werd de stad getroffen door een hongersnood, die tientallen mensen het leven kostte.
In 1929 en 1930 dreigde opnieuw hongersnood. Een organisatie van met name boeren, die ontevreden waren over o.a. in hun ogen onbillijke belastingwetgeving, de Landvolkbewegung, realiseerde een economische blokkade van Neumünster, die 10 maanden duurde. Aanleiding was het in beslag nemen van de van een scherpe zeis voorziene vlag van de Landvolkbewegung, die na onlusten door de politie van Neumünster in beslag was genomen, en na de blokkade werd teruggegeven. Zie ook: Bodo Uhse. De schrijver Hans Fallada, die korte tijd als vrij man en ook korte tijd als gedetineerde in Neumünster verbleef, schreef over deze episode in de geschiedenis van Neumünster in 1931 de bekende roman Bauern, Bonzen und Bomben, waarin hij de gebeurtenissen verplaatst naar een fictieve stad Altholm in Pommeren. Ook de politiek rechtse schrijver Ernst von Salomon koos dit thema voor zijn in 1932 verschenen boek Die Stadt.
Het nationaal-socialisme had relatief veel aanhang in Neumünster, ook bij de geestelijkheid. In november 1938 begon, met de Kristallnacht, ook hier een fanatieke jodenvervolging; tientallen Joden uit Neumünster stierven een vreselijke dood tijdens de Holocaust. In april 1940 stegen vanaf de Fliegerhorst Neumünster gevechtsvliegtuigen op, die deelnamen aan de Operatie Weserübung, waardoor Denemarken en Noorwegen werden bezet en in de Tweede Wereldoorlog werden meegesleept.
In april 1945, kort vóór het eind van de Tweede Wereldoorlog, leed de stad verlies van mensenlevens en grote materiële schade door een geallieerd luchtbombardement. Tussen de stad en stadsdeel Gadeland staat nog een deel van de voormalige lederfabriek Köster. Kort na de Tweede Wereldoorlog, toen de gehele fabriek met tien productiehallen er nog stond, werd deze tot en met de herfst van 1945 door de Britse bezettingsmacht gebruikt als tijdelijk interneringskamp. Er hebben maximaal circa 10.000 Duitsers vastgezeten, die er door de Geallieerden van werden verdacht, als leden van de NSDAP bij nazi-misdrijven betrokken te zijn geweest (zie: denazificatie).
Na de oorlog moest Neumünster tienduizenden mensen, die van elders gevlucht of verdreven waren, huisvesting bieden. Daartoe werden eenvoudige woonwijken in de stadsdelen Faldera en Böcklersiedlung-Bugenhagen gebouwd.

## Bezienswaardigheden, evenementen
- Monumentaal is de in 1834 gebouwde Vicelinuskerk in de stad.
- Ook de in 1912-13 gebouwde Anscharkirche, met Jugendstil-elementen, die ook dichtbij het stadscentrum staat, is kunsthistorisch interessant.
- In 2007 werd in Neumünster een nieuw museum geopend, met de naam Museum Tuch + Technik Neumünster. Het is gewijd aan de van 1760 tot 1992 in de stad gevestigde textielindustrie, die vooral laken en andere van wol gemaakte stoffen heeft geproduceerd.
- De in 1903 gebouwde Villa Wachholtz is in gebruik als ruimte voor wisselende kunsttentoonstellingen. In de tuin achter de villa ligt een beeldenpark, gefinancierd door de charitatieve Herbert-Gerisch-Stiftung.
- Sinds 1951 beschikt Neumünster over een dierentuin. Deze is 24 hectare groot en ligt in een bos enkele kilometers ten noordwesten van de stad. Het park toont vooral dieren, die van nature in Noord-Europa voorkomen, waaronder de ijsbeer.
- Neumünster is een centrum van de paardensport. Jaarlijks wordt in februari in hal 1 van de Holstenhallen een groot internationaal springconcours met een grote internationale dressuurwedstrijd gehouden.
- Ten noordoosten van de stad ligt een 521 hectare groot natuurreservaat. Dit is het hoogveengebied Dosenmoor. Er vindt natuurherstel door zgn. vernatting plaats. Er komen veel zeldzame, beschermde planten- en vogelsoorten voor. Ter plaatse is een wandelroute uitgezet. Het Dosenmoor wordt in het westen begrensd door de spoorlijn naar Kiel en daar voorbij de 168 hectare grote Einfelder See. Aan de oostoever van dit meer is strandvermaak en watersportrecreatie mogelijk. Verder is er aan de oever een beeldentuin ingericht. De westelijke oever van de Einfelder See is vogelreservaat en is dus voor recreanten en toeristen verboden terrein.
- Neumünster ligt aan het Duitse deel van de in Denemarken beginnende Ossenweg-fietsroute, zie: Hærvejen.

## Afbeeldingen

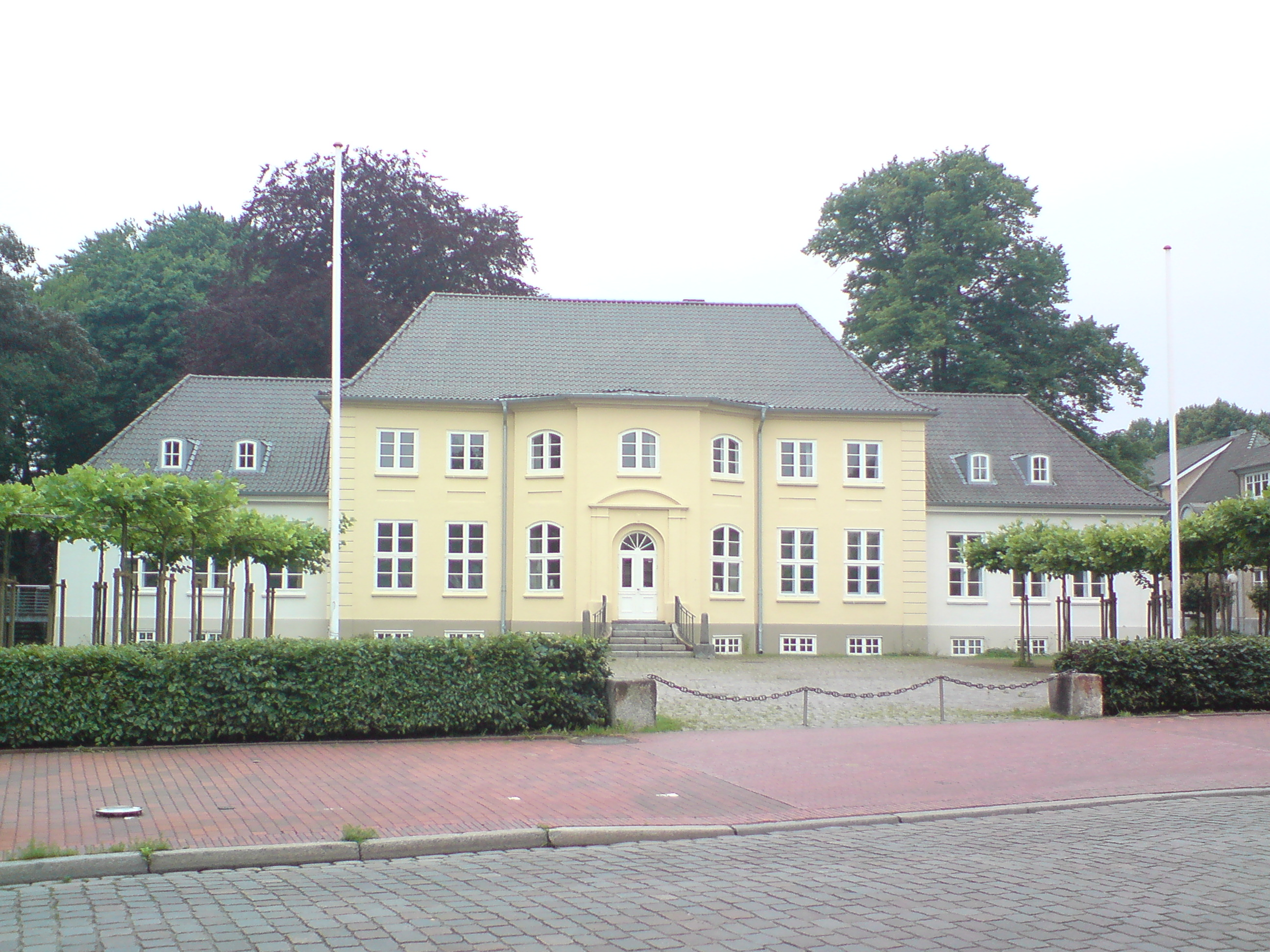
Landhuis Caspar-von-Saldern-Haus uit 1746, thans muziekschool
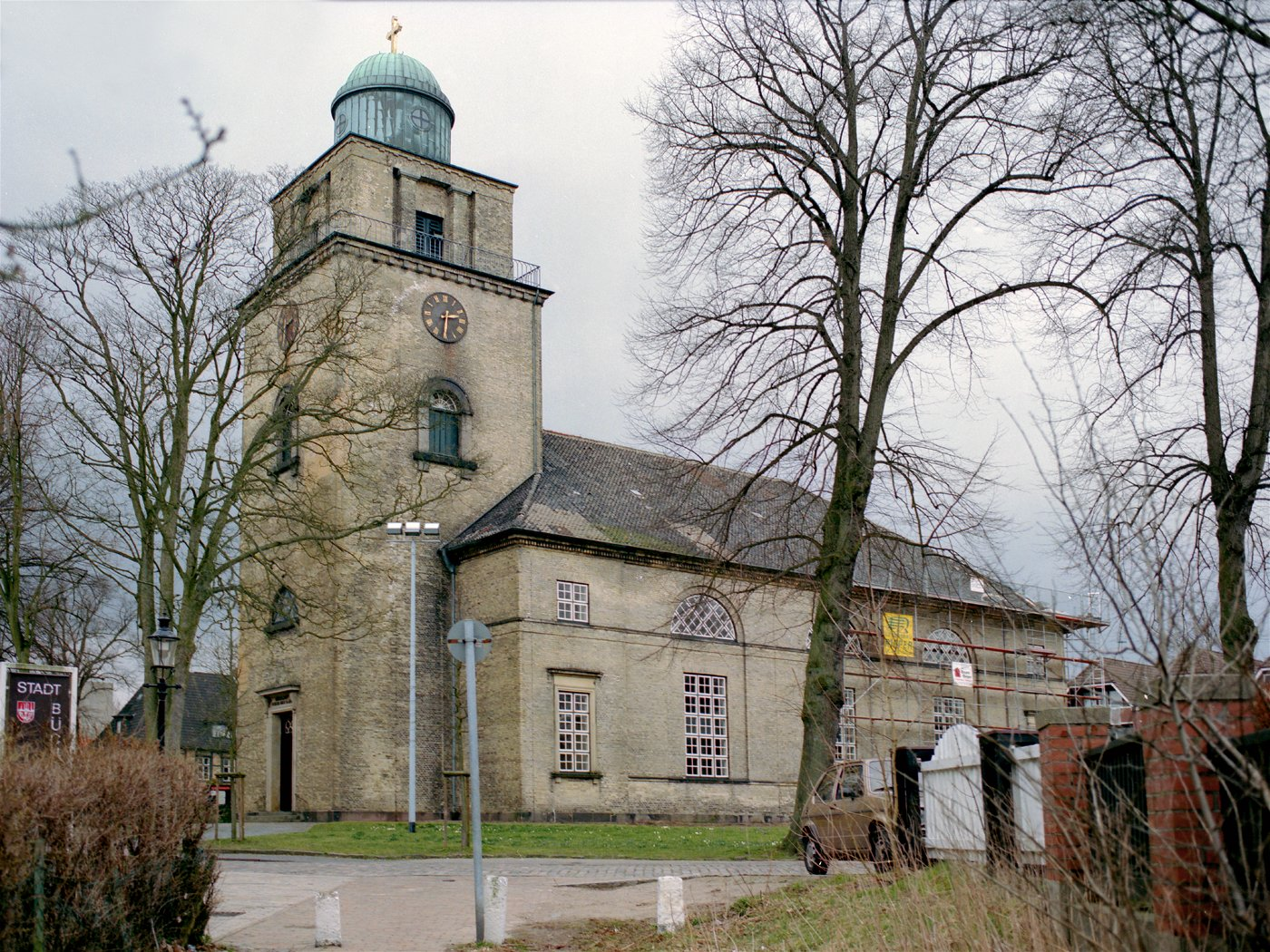
Evangelisch-lutherse Vicelinuskerk, Neumünster (1834)
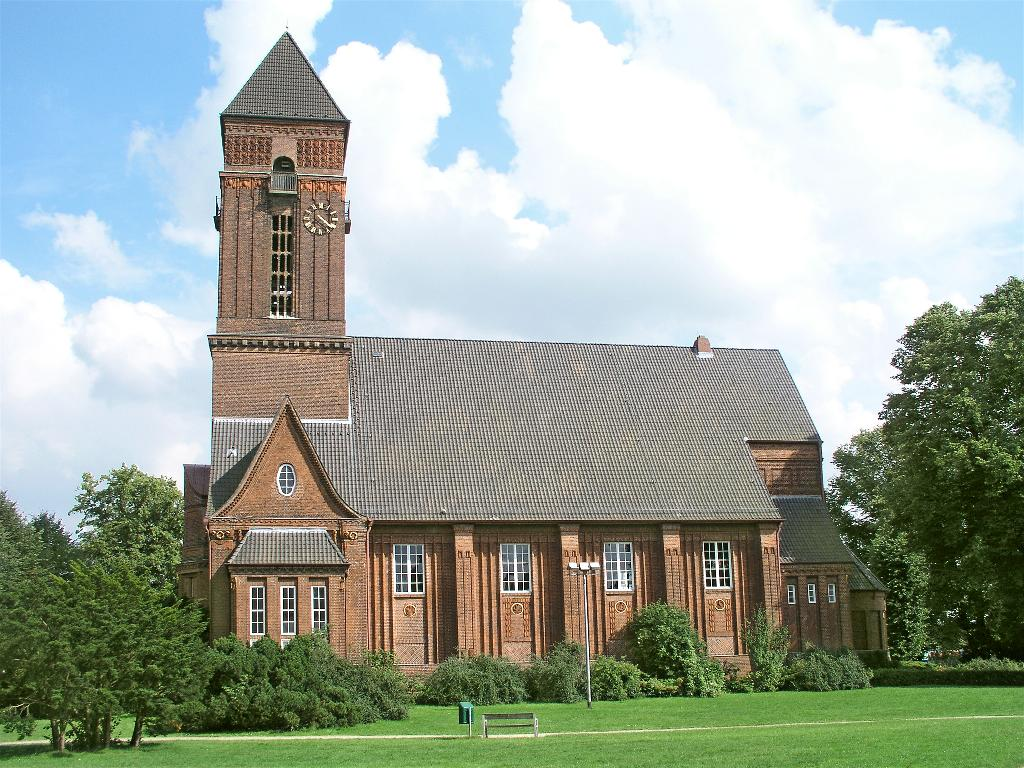
Anscharkerk
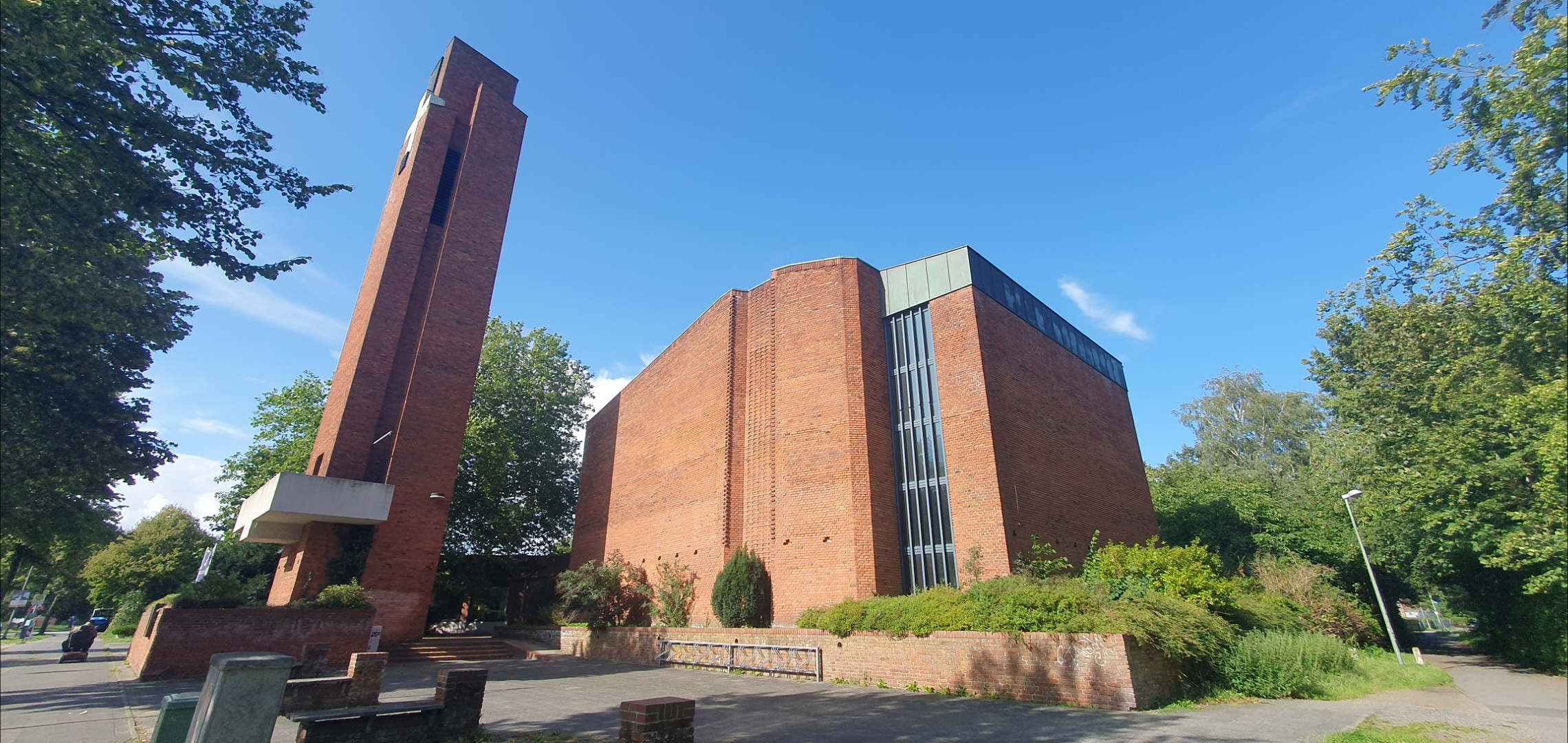
Bugenhagenkerk, Böcklersiedlung (1963)
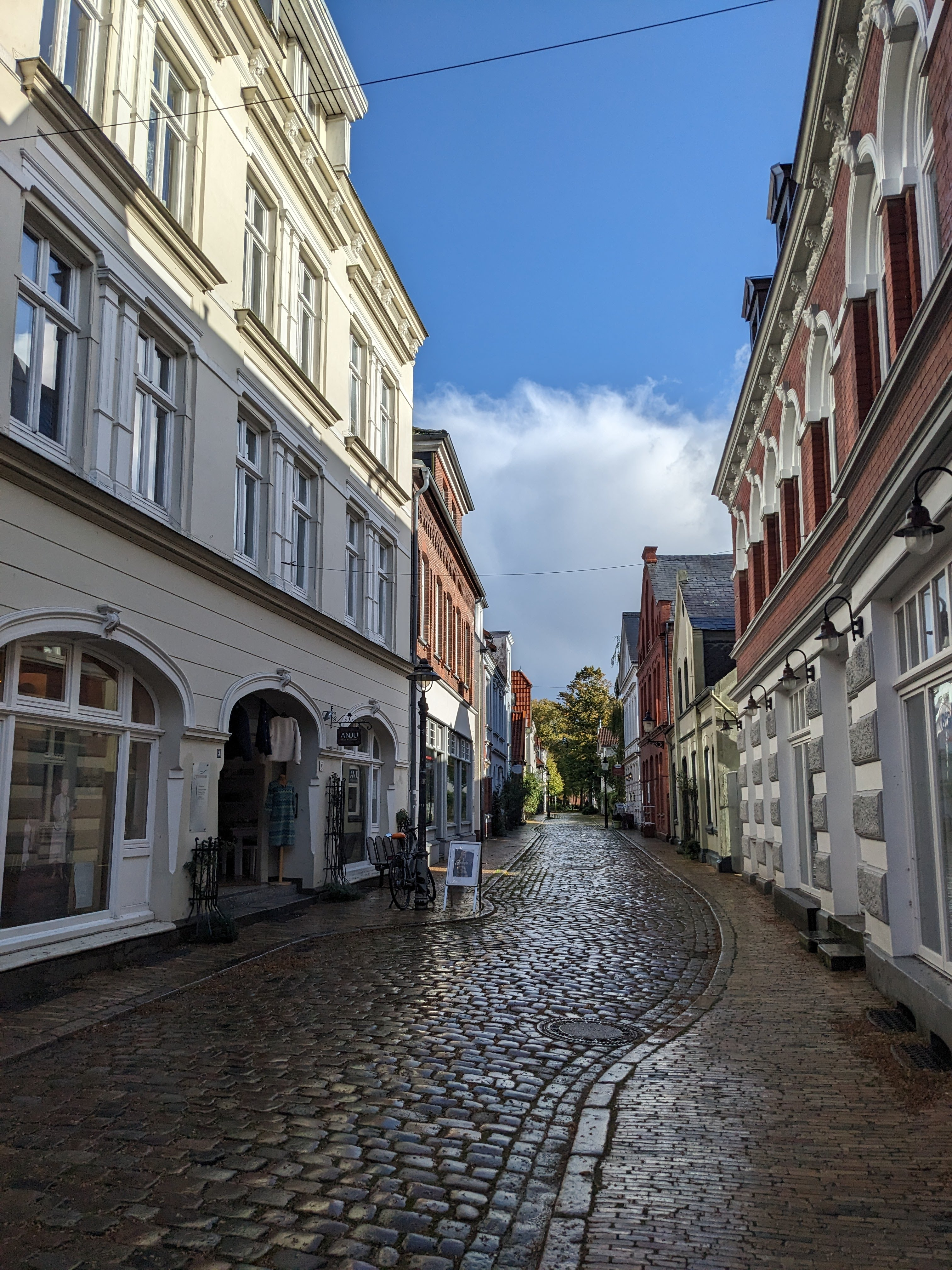
De straat Fürsthof in het stadscentrum
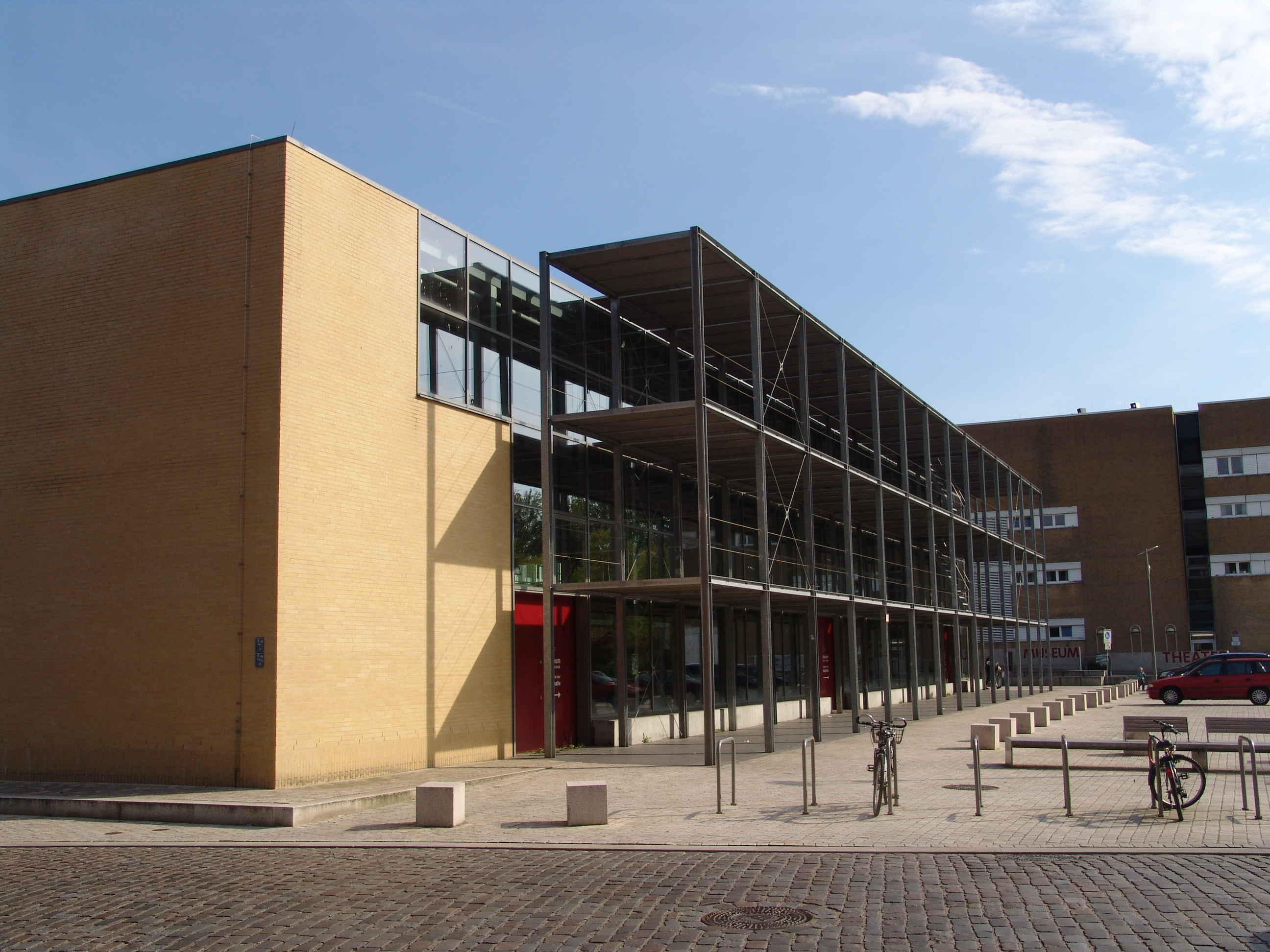
Textielmuseum Tuch + Technik
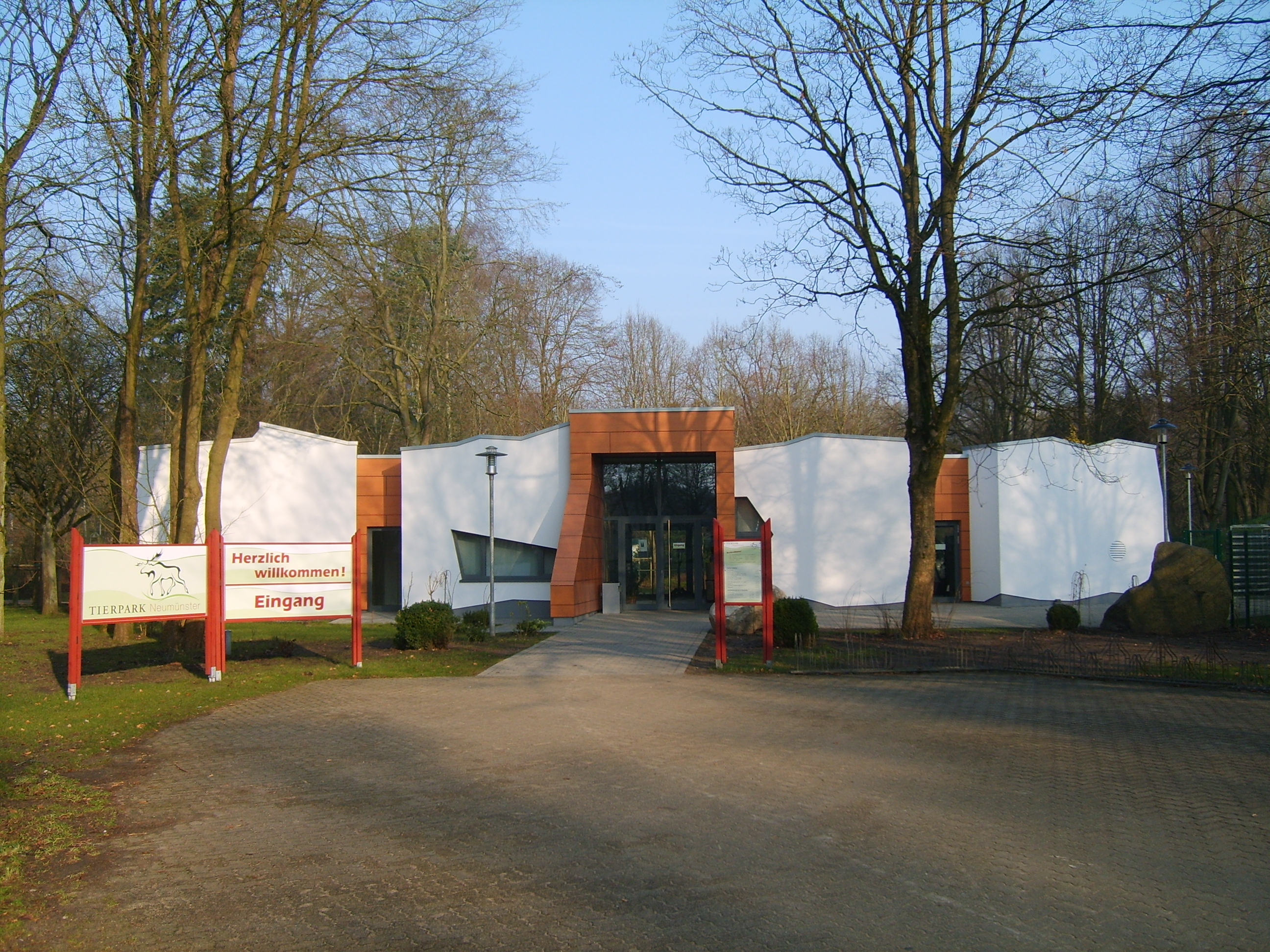
Ingang dierentuin
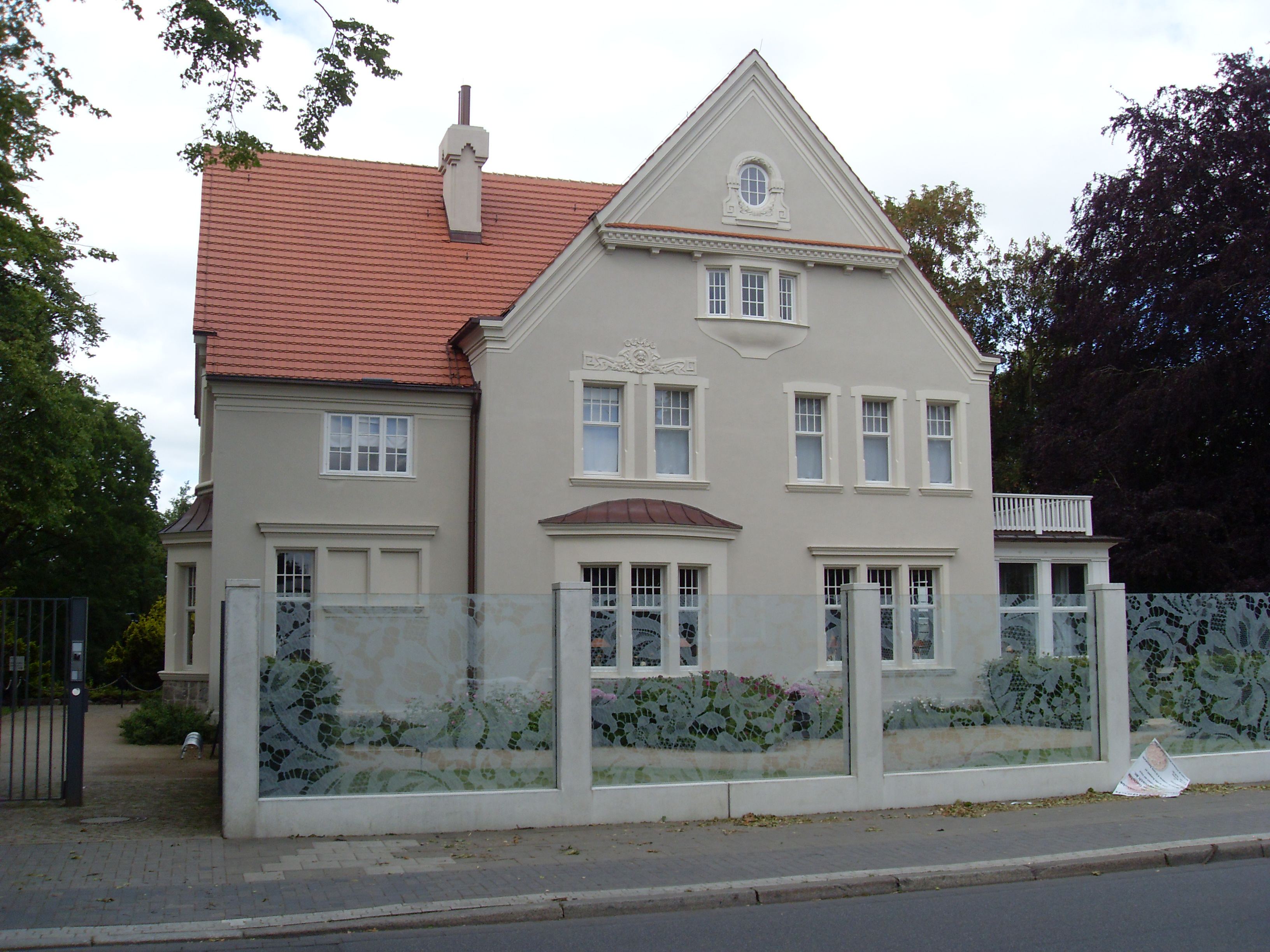
Villa Wachholtz
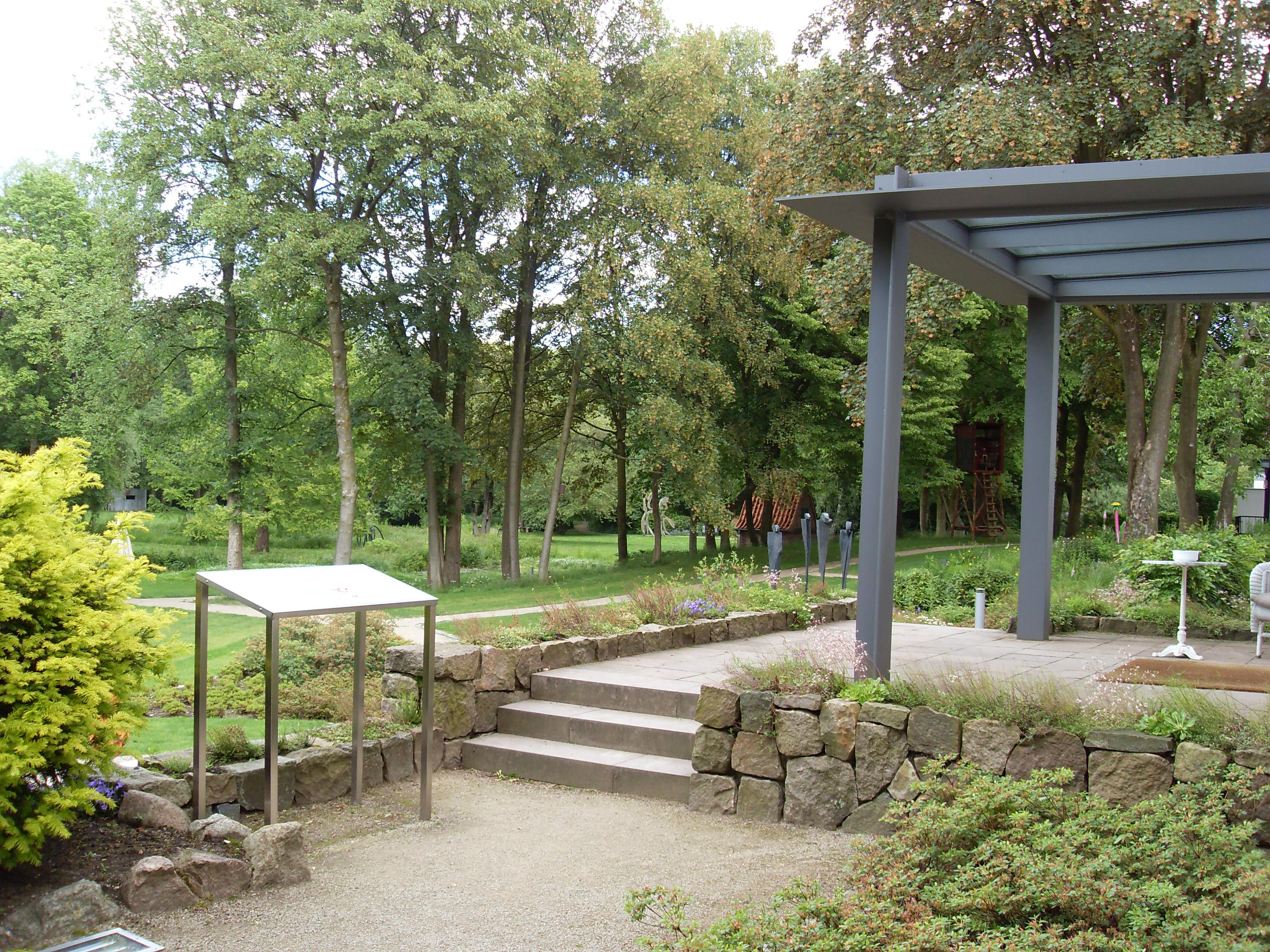
Kijkje in het beeldenpark achter deze villa
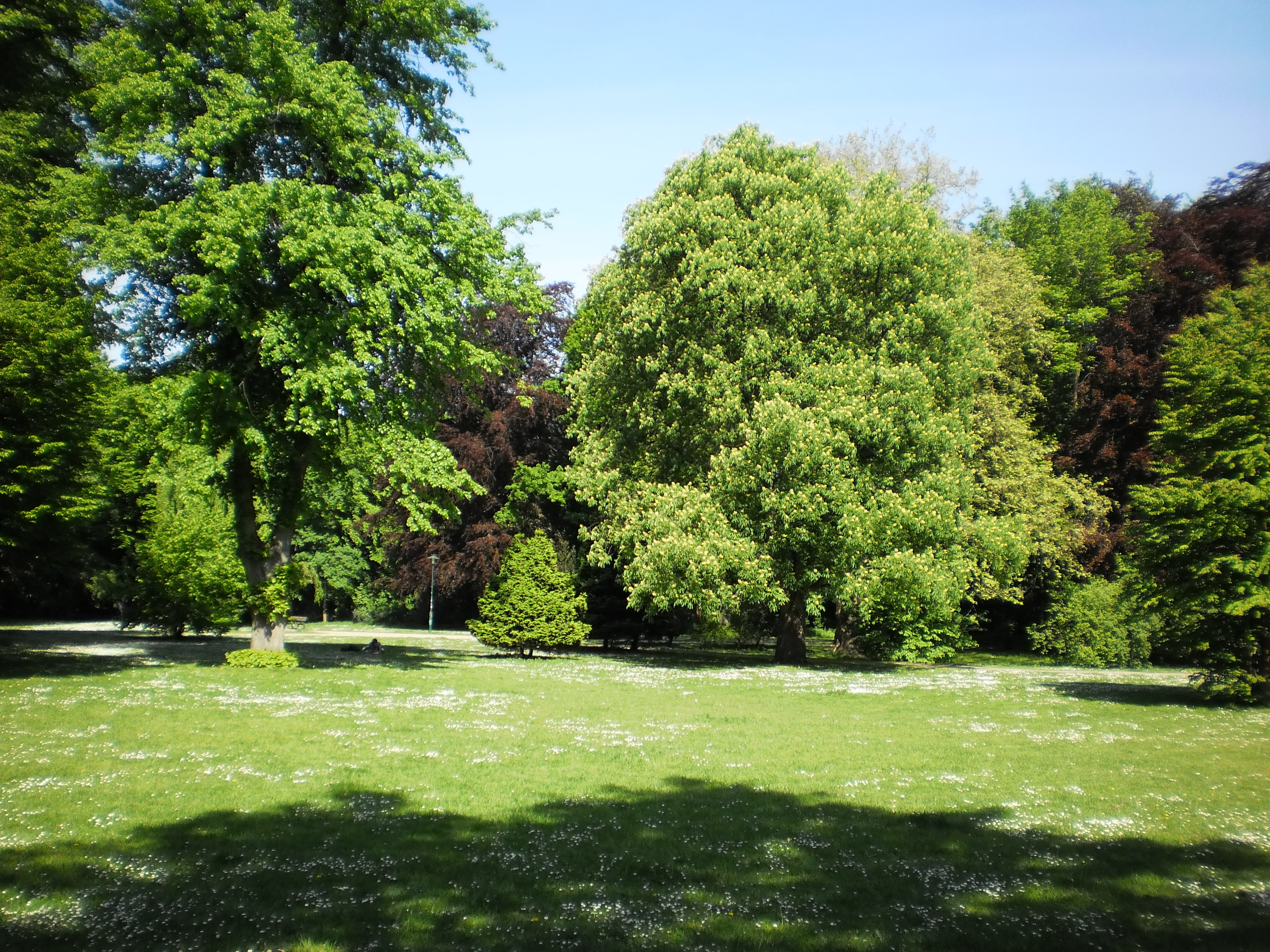
Rencks Park, een van de vele stadsparken van Neumünster
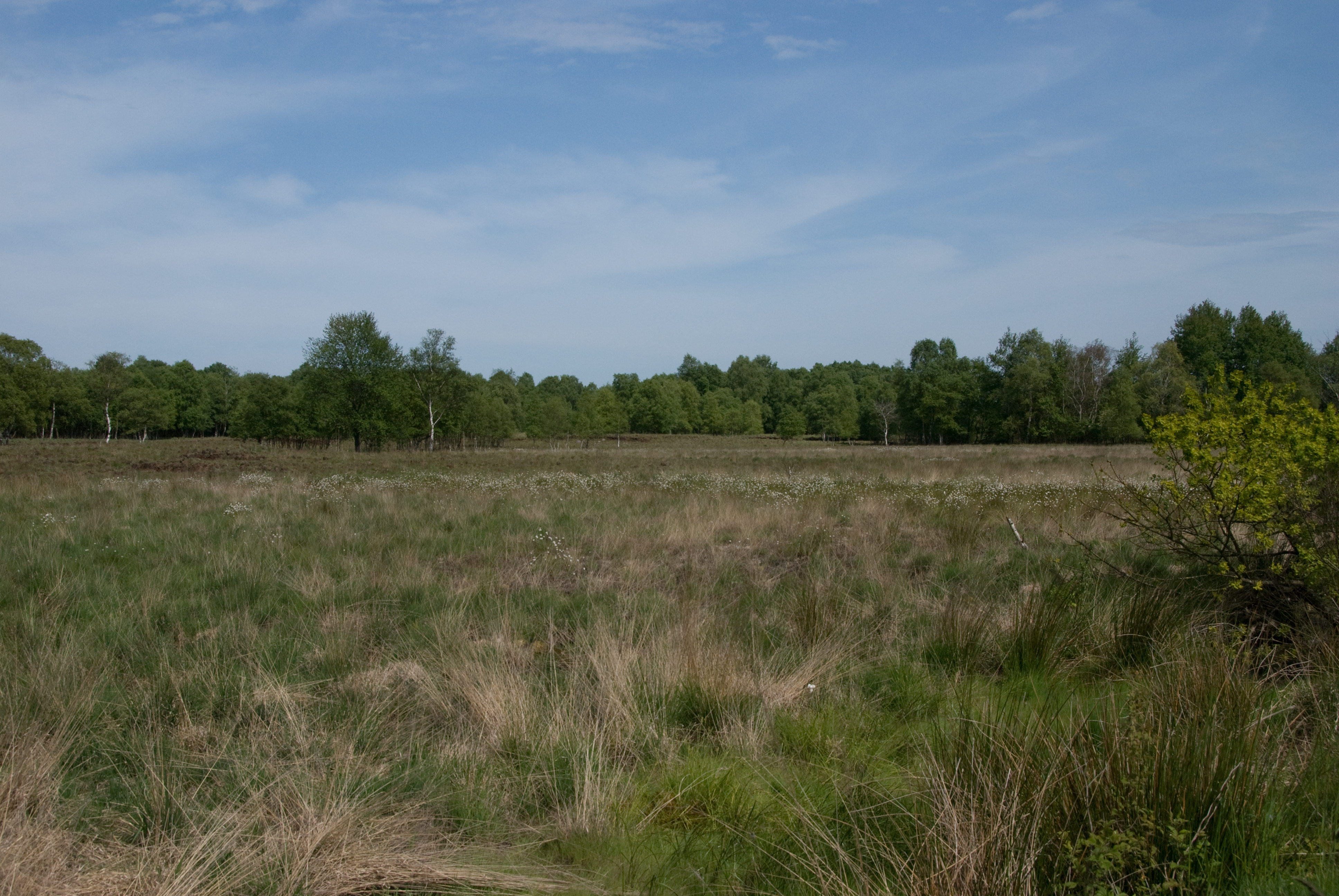
Natuurreservaat Dosenmoor
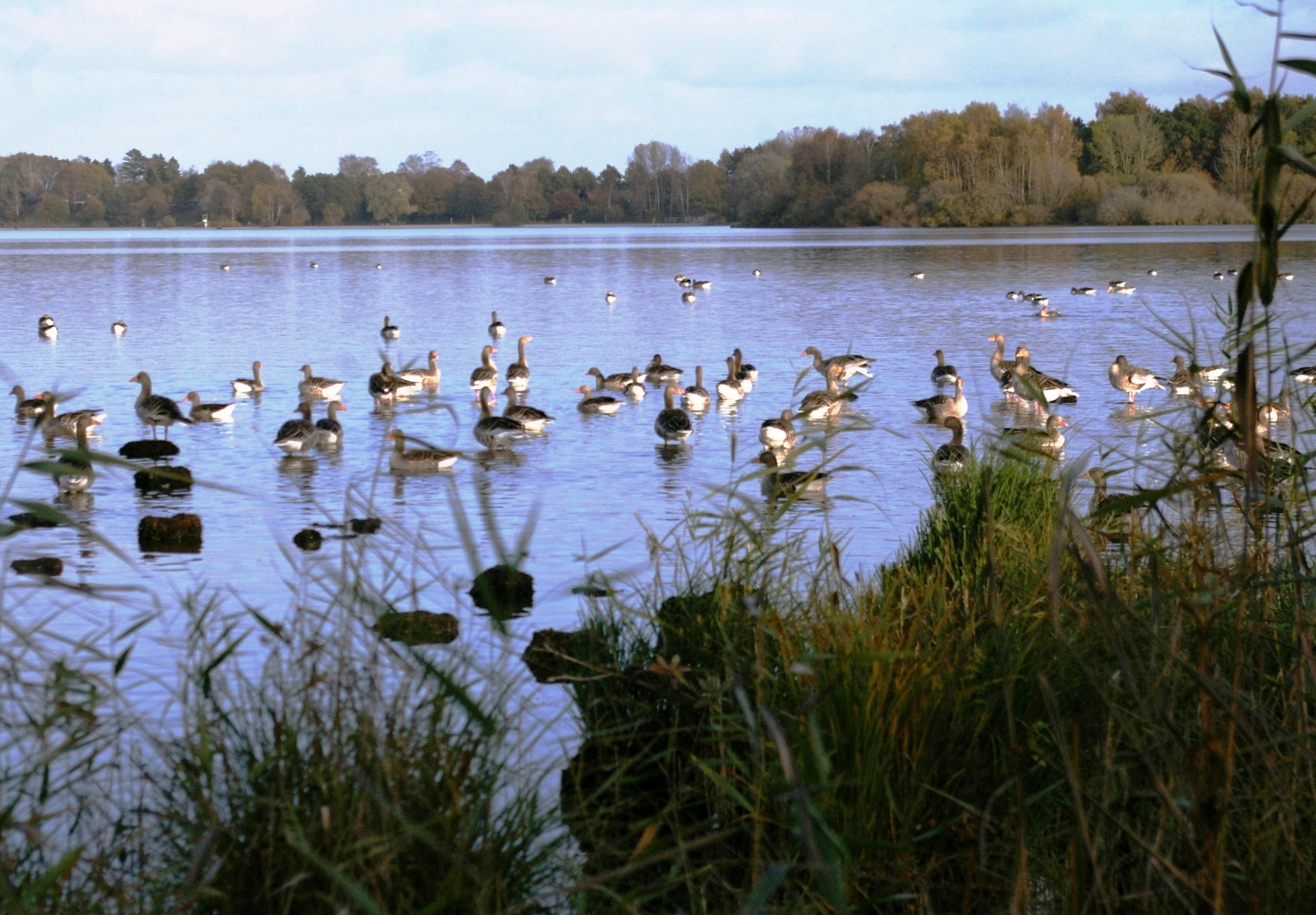
Het 168 hectare grote meer Einfelder See

## Geboren
- Detlev Anton Renck (Neumünster, 4 maart 1809 - aldaar, 9 november 1867), textiel- en spoorwegondernemer en regionaal politicus; liet in de stad het Renck-Park aanleggen
- Herbert Hagen (1913-1999), oorlogsmisdadiger
- Jens Rohwer (1914-1994), componist, muziekpedagoog, musicus en schrijver
- Günther Schmidt (1924-2013), voetballer en trainer
- Detlev Blanke (30 mei 1941 – 20 augustus 2016), esperantist en docent interlinguïstiek aan de Humboldtuniversiteit van Berlijn.
- Hedda zu Putlitz (1965), mountainbikester
- Torsten Haß (1970), ook bekend onder het pseudoniem Kim Godal, dichter, schrijver en bibliothecaris
- Aminata Touré (15 november 1992), politica (Bündnis 90/Die Grünen), waarnemend minister-president van Sleeswijk-Holstein
- Meret Felde (1999), voetbalster

## Overleden
- Sint Vicelinus, geboren rond 1090 in Hamelen; overleden 12 december 1154 in Faldera, in het huidige Neumünster; missionaris en stichter van het klooster, waar Neumünster naar genoemd is
- Hans Loritz (1895-1946), SS-Oberführer
- Ernst Biberstein , geboren op 15 februari 1899 in Hilchenbach als Ernst Szymanowski; overleden op 8 december 1986 in Neumünster; in de jaren-1930 evangelisch-luthers dominee van de Vicelinuskerk te Neumünster (die hij wekelijks met grote hakenkruisvlaggen liet "versieren"), later SS-Obersturmbannführer en oorlogsmisdadiger (betrokken bij massamoord op Joden in Rostow, Rusland)

## Partnergemeentes
Neumünster onderhoudt jumelages met:
- Gravesham in Engeland, sedert 1980
- Koszalin in Polen, sedert 1990
- Parchim in Mecklenburg-Voor-Pommeren, sedert 1990
- Giżycko in Polen, sedert 2000.